# Mjösjön (Degerfors socken, Västerbotten, 712036-169413)
Mjösjön är en sjö i Vindelns kommun i Västerbotten och ingår i Umeälvens huvudavrinningsområde. Sjön har en area på 0,0853 kvadratkilometer och ligger 202,7 meter över havet. Sjön avvattnas av vattendraget Ängesbäcken.

## Delavrinningsområde
Mjösjön ingår i det delavrinningsområde (711976-169639) som SMHI kallar för Mynnar i Vindelälvens vattendragsyta. Medelhöjden är 197 meter över havet och ytan är 21,06 kvadratkilometer. Det finns inga avrinningsområden uppströms utan avrinningsområdet är högsta punkten. Ängesbäcken som avvattnar avrinningsområdet har biflödesordning 3, vilket innebär att vattnet flödar genom totalt 3 vattendrag innan det når havet efter 61 kilometer. Avrinningsområdet består mestadels av skog (85 procent). Avrinningsområdet har 0,08 kvadratkilometer vattenytor vilket ger det en sjöprocent på 0,4 procent.